# Hataki
 (mai 2025).
Si vous disposez d'ouvrages ou d'articles de référence ou si vous connaissez des sites web de qualité traitant du thème abordé ici, merci de compléter l'article en donnant les références utiles à sa vérifiabilité et en les liant à la section « Notes et références ».

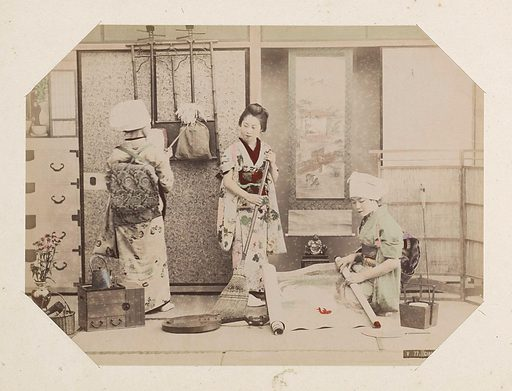
Japonaises nettoyant une pièce.

Un hataki (叩き) est un type d'outil japonais pour le ménage. Composé de bandes de tissu attachées à un bâton, il est employé pour enlever la poussière du plancher. Semblable à un plumeau, il ne doit pas être confondu avec un ōnusa.